# حياتي الأخرى
حياتي الأخرى (بالكورية: 어게인 마이 라이프)؛ هو مسلسل تلفزيوني كوري جنوبي من بطولة لي جون كي، كيم جي ايون، مأخوذ عن سلسلة رواية «مرة أخرى حياتي» من تأليف لي ها نال لعام 2016 المنشور عبر شبكة كاكاو كاويب تون. عرض على قناة SBS TV يومي الجمعة والسبت من بداية 8 أبريل إلى 28 مايو 2022. كما انه متاح على فيكي وفيو.

## القصة
يتحدث عن مدع عام شاب يعود بالزمن بعد أن قُتل ظلماً أثناء التحقيق مع سياسي فاسد. يحاول استغلال فرصته الثانية لتحقيق العدالة وتغيير مصيره ومصير من يحب. المسلسل مأخوذ عن رواية وويب تون بنفس الاسم. 

## طاقم

### رئيسي
- لي جون جي في دور كيم هي وو، مدع عام مرن وحازم.[12]
- لي جيونغ يونغ في دور جو تاي سيوب، سياسي فاسد ومدير عصابه اجرامية.[12]
- كيم جي ايون في دور كيم هي اه، الابنة الصغرى العبقرية لرئيس (تكتل) مجموعة تشيونها .[13]

### أدوار داعمه
- جونغ سانغ-هون في دور لي مين سوو.[14]
- كيم جاي كيونغ في دور كيم هان مي.[15]
- تشا جو يونغ في دور هان جي هيون.[16]
- هان دام هي[17]
- كيم دو كيونغ  بدور مون سونغ هوان[18]
- لي جاي وو بدور كانغ مين سيوك[19]
- تشوي كوانغ إيل في دوركيم سوك هون
- هونغ بي را في دوركيم جيو ري
- بارك تشول مين
- كيم هي جيونغ
- كيم هيونغ موك بدور جانغ إيل هيون
- هيون وو سونغ بدور دكتور كي[20]
- كيم يونغ هون بدور كيم جين وو[21]

### ظهور خاص
- لي سون جاي في دور وو يونغ سو[22]

## المشاهدات
| الموسم | الموسم | رقم الحلقة | رقم الحلقة | رقم الحلقة | رقم الحلقة | رقم الحلقة | رقم الحلقة | رقم الحلقة | رقم الحلقة | رقم الحلقة | رقم الحلقة | رقم الحلقة | رقم الحلقة | رقم الحلقة | رقم الحلقة | رقم الحلقة | رقم الحلقة | المتوسط |
| الموسم | الموسم | 1          | 2          | 3          | 4          | 5          | 6          | 7          | 8          | 9          | 10         | 11         | 12         | 13         | 14         | 15         | 16         | المتوسط |
| ------ | ------ | ---------- | ---------- | ---------- | ---------- | ---------- | ---------- | ---------- | ---------- | ---------- | ---------- | ---------- | ---------- | ---------- | ---------- | ---------- | ---------- | ------- |
|        | 1      | 1.004      | 1.143      | 1.496      | 1.367      | 1.807      | 1.691      | 1.779      | 1.634      | 1.848      | 1.823      | 1.913      | 1.921      | 1.991      | 1.861      | 2.214      | 2.031      | 1.720   |

| الحلقات | تاريخ البث    | تقييمات نيلسن كوريا | تقييمات نيلسن كوريا | تقييمات TNmS      |
| الحلقات | تاريخ البث    | على الصعيد الوطني   | منطقة العاصمة       | على الصعيد الوطني |
| ------- | ------------- | ------------------- | ------------------- | ----------------- |
| 1       | 8 أبريل 2022  | 5.4%                | 6.0%                | غ/م               |
| 2       | 9 أبريل 2022  | 6.4%                | 6.8%                | غ/م               |
| 3       | 15 أبريل 2022 | 8.1%                | 8.5%                | 6.3%              |
| 4       | 16 أبريل 2022 | 7.0%                | 7.0%                | 6.4%              |
| 5       | 22 أبريل 2022 | 9.7%                | 10.0%               | 7.8%              |
| 6       | 23 أبريل 2022 | 8.5%                | 8.4%                | 7.7%              |
| 7       | 29 أبريل 2022 | 9.6%                | 9.6%                | 8.1%              |
| 8       | 30 أبريل 2022 | 8.6%                | 8.8%                | 7.5%              |
| 9       | 6 مايو 2022   | 10.1%               | 10.1%               | 8.4%              |
| 10      | 7 مايو 2022   | 9.6%                | 9.3%                | 9.4%              |
| 11      | 13 مايو 2022  | 10.7%               | 10.8%               | 7.5%              |
| 12      | 14 مايو 2022  | 9.5%                | 10.0%               | 8.6%              |
| 13      | 20 مايو 2022  | 11.0%               | 11.1%               | 9.0%              |
| 14      | 21 مايو 2022  | 9.9%                | 10.2%               | N/A               |
| 15      | 27 مايو 2022  | 12.0%               | 12.0%               | 9.3%              |
| 16      | 28 مايو 2022  | 10.5%               | 10.2%               |                   |
| المعدل  | المعدل        | —                   | —                   | —                 |

## الإنتاج

### صناعة
المسلسل من كتابة الثنائي جاي وكيم يول ايل، واخراجه بواسطة هان تشول سو الذي عمل على الميلودراما «عائلة أنيقة» لعام 2019. في 25 من فبراير 2022 ، اعلنت سامهوا نتورك أنها وقعت عقدًا لبيع حقوق البث المحلي لدراما "مرة اخرى حياتي" بقيمة 5.6 مليار وون مع قسم الدراما اس بي اس Studio S.

### طاقم
في 5 نوفمبر 2021 ، أفيد أن الممثل لي كيو هان قرر ترك المسلسل لأسباب شخصية. في 10 نوفمبر، تم التأكيد على أن جونغ سانغ هون سيحل محل لي كيو هان.

### التصوير
في 31 ديسمبر 2021 ، أفيد أنه في 25 ديسمبر، أثبت أحد الممثلين الداعمين أنه لديه حاله إيجابية لـ COVID-19 بعد الفحص. توقف التصوير في ذلك اليوم، وتم على الفور اختبار جميع أعضاء فريق التمثيل وطاقم الإنتاج. نظرًا لعدم وجود حالات مؤكدة إضافية، استأنف التصوير في اليوم التالي.
في 4 مارس 2022 ، أكدت وكالة كيم جي اون أن الممثلة قد تم تشخيص إصابتها بـ كوفيد-19 في 27 فبراير. وهي بحالة بدون أعراض، وسيتم تسريحها من الحجر الصحي في 6 مارس.

## روابط خارجية
- الموقع الرسمي
 باللغة الكورية
- حياتي الأخرى على موقع IMDb (الإنجليزية)
- حياتي الأخرى على موقع قاعدة بيانات الفيلم (الإنجليزية)
- حياتي الأخرى على هانسينما